# منطقه سری امان

نقشه منطقه سری امان

منطقه سری امان (به انگلیسی: Sri Aman District) یکی از دو منطقه در بخش سری امان، ایالت ساراواک، مالزی است. نام این منطقه بر گرفته از شهر مرکزی سیمانگانگ است (که بین سال‌های ۱۹۷۴ تا ۲۰۱۹ تحت نام سری امان، به معنی شهر صلح در زبان مالایی، شناخته می‌شد). مساحت منطقه ۲٬۳۲۳٫۷ کیلومتر مربع است.
جمعیت منطقه (طبق سرشماری سال ۲۰۱۰) ۶۴٬۹۰۵ نفر بود ترکیب قومی آن متشکل از ۶۲٫۲ درصد ایبان، ۲۲٫۴درصد مالایی، ۱۴٫۱ درصد چینی و ۰٫۶ درصد بیدایوه است. پیشهٔ بیشتر مردم ایبان کشاورز، در حالی که چینی‌ها مغازه دار و مالایی‌ها و بیدایوهی‌ها بیشتر کارمند دولت هستند.
فعالیت اقتصادی اصلی منطقه، کشاورزی است.